# 朱利安·布吕莱
朱利安·布吕莱（法語：Julien Brulé，1875年4月30日—？），法国男子射箭运动员。他曾代表法国参加1920年夏季奥林匹克运动会射箭比赛，获得一枚金牌、三枚银牌和一枚铜牌。